# Condado de Gévaudan
El condado de Gévaudan ([ʒevodɑ̃] (del occitano: Comtat de Gavaudan, Comtat de Gevaudan) fue una jurisdicción feudal entre Auvernia y el Languedoc, la capital del cual fue Grèzes (aunque la capital de la región del Gévaudan fuese Mende, que feudalmente pertenecía a los obispos).

## Historia
Los señores de Gévaudan aparecen ya hacia mediados del siglo IX con Bertelan (muerto hacia el año 875) y su hijo Erill, muerto años después seguramente en el primer cuarto del siglo X. Este Erill es el supuesto padre de Bertran I, yerno del duque de Aquitania Eblo. El territorio era una parte del ducado de Aquitania y Eblo le otorgó el título condal a su yerno, por ser un señor arraigado en la región, hacia 926. Sin embargo, otra versión da a Bertrán el nombre de Bernardo y sería hijo de Bernardo de Millau y Carlat, a su vez hijo de Ricardo I vizconde de Carlat. También habría recibido Bernardo el territorio de su suegro el duque de Aquitania Eblo y la que estaría arraigada en la región sería su mujer, la hija del duque. 
Bernardo I de Millau murió en 937. El mismo año murió Ermengol, conde de Roergue (y de parte del Albigeois o Albi y Quercy) y repartió sus dominios: a Ramón II el Roergue, parte del Albigeois y parte de Quercy, a Hugo la mitad de Quercy, y a Esteban (casado con Adelaida de Anjou) el título de conde Gévaudan, y que quizás solo se refería a una parte de la región. Por su parte, con la muerte de Bernardo I de Millau y Carlat hacia el año 937 los dominios paternos se dividieron entre dos hijos: Berenguer recibió Millau y Gilberto el Carlat. 
Bernardo ya debía de ser entonces conde de Gévaudan (o parte del Gévaudan). Murió en 951 y le sucedió su hijo Esteban I, casado con Almodis. Así entonces, dos condes Esteban aparecen después de 950 gobernando como condes en Gévaudan o una parte del territorio. Esteban de la casa de Roergue murió en una fecha desconocida y le sucedió su hijo Bertrán, muerto en 993, que se intituló conde de Gévaudan. Su hermano Ponce le sucedió y llevó el mismo título, pero murió en 1010 sin sucesión. Una hermana, Adelaida, casada con Rodolfo de Turena y más tarde con Alberto de Chabanais, desaparece de la historia. Queda como único conde de Gévaudan de la casa del Carlat y Millau, que gobernó todavía unos años y murió en 1029 (o en 1033 según otras fuentes). 
Un tal Ricardo, hermano de Esteban, se menciona hacia 998, pero no parece que llegase a ser conde. Con la muerte de Esteban (casado con Almodis) la herencia recayó en Ricardo II, hijo de su primo-hermano Ricardo I vizconde de Millau (hijo de Berenguer, hermano de Bernardo I) y se unió al Millau. Los vizcondes de Millau se titularon vizcondes de Gévaudan (y no condes). Berenguer II, hijo de Ricardo II, adquirió por matrimonio el vizcondado de Carlat y el vizcondado de Lodève. Su hijo Gilberto I le sucedió hacia el año 1097 e intentó restaurar el título condal y se intituló conde de Gévaudan y vizconde de Millau y Carlat (solo gobernaba sobre una parte del Carlat puesto que la otra parte había pasado a su hermano Ricardo de Rodez). Al morir en 1111, la herencia recayó en su hija Dulce de Provenza y el obispo de Mende Aldeberto III del Tournel se apoderó del título del que había sido investido poco tiempo antes del conde de Tolosa Raimundo IV (muerto en 1105), título que mantuvieron los obispos hasta la revolución. No obstante, los derechos feudales y el dominio de Grèzes pasaron de Dulce a su marido Ramón Berenguer III de Barcelona (conde de Provenza) y a su hijo Berenguer Ramón I de Provenza y sus sucesores, hasta que en 1225 el rey aragonés Jaime I cedió el condado a los obispos, incluyendo Grèzes, pero como feudo aragonés; derechos que en 1258 se revocaron por el mismo rey en el Tratado de Corbeil. En 1307 un acuerdo determinó tres territorios en Gévaudan: las tierras del obispo de Mende, las del rey y las comunes, reduciendo así los derechos del obispo que hasta entonces era el único señor.

## Señores, condes y vizcondes de Gévaudan
- Entre 561 y 567: Paladio, conocido por su enfrentamiento con el obispo Partenio.[1] Se habría suicidado en el año 571.[2]
- Hacia 567-580: Román
- Hacia 584: Inocente, conocido porque asesinó o hizo asesinar a San Lupencio
- Hacia 850-875: Bertelan
- Hacia 875-¿?: Erill
- 886-918: Guillermo I el Piadoso (Guillermo II conde de Auvernia, 886-918)
- 918-926: Guillermo II el Joven (Guillermo III conde de Auvernia, 918-926)
- 926-928: Acfredo (también conde de Auvernia y de Carcasona-Rasés)

### Vizcondes de Gévaudan
- Hacia 926-954: Bertrán I de Gévaudan (mencionado en 929 y en 939: primer vizconde († *entre 939 y 954), hijo de Heraclio (Erill?), propietario en Antoingt, y de Goda.

casado con Emilgarda.
- 954-970: Esteban de Gévaudan, vizconde de Gévaudan († 970), hijo de Bertrán y de Emilgarda. Intitulado conde de Gévaudan.

casado en primeras nupcias hacia 953 con Ana.
casado en segundas nupcias hacia 966 con Adelaida de Anjou (947 † 1026), hija de Fulco II, conde de Anjou y de Gerberga de Maine.
- 970-1016: Ponce I († entre 1016 y 1018), conde de Gévaudan, hijo de Esteban y de Adelaida de Anjou.

casado en segundas nupcias con Tiberga, viuda de Artal, conde de Forez y de Lyon.
- 1016-?: Ponce II, conde del Gévaudan, hijo del anterior.

Tras su muerte, el condado de Gévaudan se desmembró. El título parece haber sido tomado a veces por los condes de Clarmont de Auvernia, surgidos de Roberto I de Auvernia y de Ermengearda de Gévaudan, hija del conde Esteban y de Adelaida.

### Vizcondes de Millau
Los vizcondes de Millau pasaron a ser los señores feudales más importantes.
- Ricardo I de Millau († entre 1013 y 1023), vizconde de Millau y de Rodez en 1002, hermano o hijo de Bernardo, vizconde de Gévaudan.

casado con Senegunda, hija de Guillermo, vizconde de Béziers.
- Hacia 1023-1051: Ricardo II de Millau († 1050), vizconde de Millau y de Rodez en 1023, hijo del anterior.

casado con Riquilda, hija de Berenguer, vizconde de Narbona.
- Hacia 1051-?: Berenguer, vizconde de Millau y de Rodez en 1051, hijo del anterior.

casado con Adela, hija de Gerberto o Gilberto, vizconde de Carlat, y de Nobilia, vizcondesa de Lodeva.
- ?-1111: Gilberto o Gerberto (1060 † 1111), vizconde de Millau, Lodeva y Carlat, hijo del anterior. Al reunir los dos principales vizcondados de Gévaudan, incluyó el título de conde de Gévaudan.

casado con Gerberga (hacia 1060 † 1115), condesa de Provenza.

### Condes del Gévaudan
- 1111-1130: Dulce I (hacia 1090 † 1130), hija del anterior, condesa de Provenza, vizcondesa de Millau, Carlat y Lodeva, condesa de Gévaudan en Grèzes.

casada en 1112 con Ramón Berenguer III (hacia 1082 † 1131), conde de Barcelona y de Provenza como Ramón Berenguer I.

Escudo de armas de Barcelona y Provenza.

- 1130-1144: Berenguer Ramón (1114 † 1162), hijo de los anteriores, conde de Provenza.

casado en 1135 con Beatriz de Melguelh.
- 1144-1166: Ramón Berenguer III (1140 † 1166), hijo del precedente. Conde en Grèzes.

regencia de su tío Ramón Berenguer IV de Barcelona (II de Provenza).
casado en 1137 con Riquilda de Polonia († 1185).
- 1166-1167: Dulce II († 1172), hija del anterior, expoliada por su primo.

- 1167-1196: Alfonso II, rey de Aragón, conde de Barcelona y marqués de Provenza, hijo de Ramón Berenguer IV, conde de Barcelona († 1162), y de Petronila de Aragón (1135 † 1173).

casado en 1174 con Sancha de Castilla (1154 † 1208).
- 1196-1213: Pedro II (1178 † 1213), rey de Aragón y conde de Barcelona.

casado con María de Montpellier († 1219).
- 1225-1258: Jaime I (1205 † 1276), rey de Aragón, de Valencia y de Mallorca, conde de Barcelona y señor de Montpellier.

casado en primeras nupcias en 1221 con Leonor de Castilla.
casado en segundas nupcias en 1235 con Violante de Hungría († 1251).
- En 1258, Jaime I vendió el condado de Gévaudan a Luis IX de Francia, quien lo añadió a los dominios reales. No obstante, después de la bula de oro obtenida por Aldeberto III de Tournel en 1061, los obispos de Mende habían adquirido una parte del poder temporal. A partir del acta de pariatge de 1307, los obispos incluyeron el título de condes de Gévaudan como feudatarios de la Corona aragonesa. Los derechos feudales fueron renunciados en el tratado de Corbeil de 1258.

### Condes-obispos
- 1307-1331: Guillaume VI Durand
- 1330-1331: Jean II d'Arcy
- 1331-1361: Albert Lordet
- 1362-1366: Guillaume VII Lordet
- 1366-1368: Pierre II d'Aigrefeuille
- 1368-1370: El papa Urbano V
- 1371-1372: Guillaume VIII de Chanac
- 1372-1375: Bompar Virgile
- 1376-1387: Pons de La Garde
- 1387-1390: Jean III d'Armagnac
- 1390-1408: Robert du Bosc

Jean de Costa fue obispo en 1408, pero su nombre fue suprimido por el canónigo de Montgros en 1941.
- 1408-1409: Guillaume IX de Boisratier
- 1410-1412: Pierre de Saluces
- 1413-1413: Géraud du Puy
- 1413-1426: Jean de Corbie
- 1427-1441: Ramnulphe de Pérusse d'Escars
- 1441-1443: Aldebert IV de Peyre
- 1443-1468: Guy de La Panouse
- 1468-1473: Antoine de La Panouse
- 1473-1474: Pierre Riario
- 1474-1478: Jean V de Petit
- 1478-1483: Julien de La Rovère
- 1483-1503: Clément de La Rovère
- 1504-1524: François de La Rovère
- 1524-1532: Claude Duprat
- 1533-1538: Jean VI de La Rochefoucauld
- 1538-1544 (o 1545): Charles de Pisseleu
- 1545-1567: Nicolas Dangu
- 1568-1585: Renaud de Beaune
- 1585-1608: Adam de Heurtelou
- 1608-1623: Charles de Rousseau
- 1623-1625: vacante
- 1625-1628: Daniel de La Mothe Duplessis Houdancourt
- 1628-1659: Silvestre de Crusy de Marcillac
- 1661-1676: Hyacinthe Serroni
- 1677-1707: François-Placide de Baudry de Piencourt
- 1707-1723: Pierre de Baglion de La Salle
- 1723-1767: Gabriel-Florent de Choiseul Beaupré
- 1767-1792: Jean-Arnaud de Castellane